# المغرب في الألعاب الأولمبية الصيفية 1984
شارك المغرب في دورة الألعاب الأولمبية الصيفية 1984، التي أقيمت في لوس أنجلس بالولايات المتحدة الأمريكية، في الفترة الممتدة من 28 يوليو إلى 12 أغسطس 1984. شارك المغرب في الأولمبياد بوفد رياضي قوامه 34 رياضيا ورياضية في 6 ألعاب هي ألعاب القوى والملاكمة و سباق الدراجات وكرة القدم والجودو و المصارعة.

حصد المغرب ميداليتين ذهبيتين في هذه الدورة محتلا المرتبة 18 في الترتيب النهائي بين 140 دولة مشاركة.
كانت العداءة نوال المتوكل أنذاك أصغر مشاركة ضمن الوفد المغربي (22 سنة و 113 يوما) بينما كان أكبر ممثلي المغرب سنا المصارع علي لشكر (34 سنة و 294 يوما).

## الميداليات
| الرياضي      | المنافسة  | ذهبية | فضية | برونزية |
| ------------ | --------- | ----- | ---- | ------- |
| سعيد عويطة   | ألعاب قوى | 1     | -    | -       |
| نوال المتوكل | ألعاب قوى | 1     | -    | -       |
| المجموع      | 2         | 2     | -    | -       |

## الرياضيون المشاركون

### ألعاب القوى
رجال

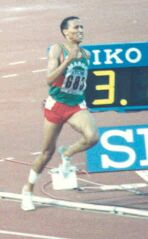
سعيد عويطة

- فوزي اللهبي في 800 متر وأقصي في ربع النهائي بتوقيت 1 د 45 ث و 67 جم
- سعيد عويطة في 5000 متر وفاز بالنهائي بتوقيت 13 د 05 ث و 59 جم

سيدات
- نوال المتوكل في 400 متر حواجز وفازت بالنهائي بتوقيت 54 ث و 61 جم

### الملاكمة
- عبد الله التيبازي في وزن خفيف الثقيل وأقصي في الدور الثالث
- المحجوب مجيريح في وزن خفيف الذبابة وأقصي في الدور الأول
- حسن لحمر في وزن خفيف الوسط وأقصي في الدور الثاني
- مصطفى فضلي في وزن الخفيف وأقصي في الدور الأول

### جودو
- عبد الحميد السليماني في وزن الخفيف
- محمد معاش في وزن نصف المتوسط
- حمزة الدوبلالي في وزن المتوسط

### المصارعة
- عبد العزيز الطاهر
- سعيد السواكن
- إبراهيم لقصيري
- علي لشكر
- عبد المالك العواد

### كرة القدم
تنافس المنتخب الأولمبي المغربي في المجموعة الثالثة مع منتخبات ألمانيا الغربية والسعودية والبرازيل و أقصي في الدور الأول كثالث المجموعة.
- مدرب: جوزي فاريا البرازيل
- اللاعبون
- محمد التيمومي.
- لحسن الوداني.
- ادريس المتقي.
- مصطفى ميري.
- عبد المجيد لمريس.
- حميد جنينة.
- حسن حنيني.
- بادو الزاكي.
- مصطفى الحداوي.
- عبد السلام لغريسي.
- مصطفى البياز.
- خالد لبيض.
- عبد المجيد الضلمي.
- سعد دحان.
- نور الدين البويحياوي.
- المباريات

| ألمانيا | 0-2 | المغرب |
| ------- | --- | ------ |
|         |     |        |

| المغرب     | 0-1 | السعودية |
| ---------- | --- | -------- |
| مصطفى ميري |     |          |

| المغرب | 2-0 | البرازيل |
| ------ | --- | -------- |
|        |     |          |

- الترتيب النهائي للمجموعة الثالثة

| الفريق   | نقاط | فرق | عليه | له | خ | ت | ف | لعب |
| -------- | ---- | --- | ---- | -- | - | - | - | --- |
| البرازيل | 6    | +5  | 1    | 6  | 0 | 0 | 3 | 3   |
| ألمانيا  | 4    | +7  | 1    | 8  | 1 | 0 | 2 | 3   |
| المغرب   | 2    | -3  | 4    | 1  | 2 | 0 | 1 | 3   |
| السعودية | 0    | -9  | 10   | 1  | 3 | 0 | 0 | 3   |

### سباق الدرجات
- أحمد رحايل في السباق على الطريق ولم يكمل السباق
- مصطفى نجاري في السباق على الطريق وحل في المرتبة 54 (على 135 دراج) بتوقيت 5 س 22 د 27 ث
- إبراهيم بن بويلا في السباق على الطريق ولم يكمل السباق
- مصطفى أفندي في السباق على الطريق ولم يكمل السباق.